# Силаш
Силаш је насељено место у саставу општине Шодоловци, у источној Славонији, Република Хрватска.

## Историја
До територијалне реорганизације у Хрватској насеље се налазило у саставу старе општине Осијек.

## Становништво
На попису становништва 2011. године, Силаш је имао 476 становника.

## Попис 1991.
На попису становништва 1991. године, насељено место Силаш је имало 680 становника, следећег националног састава:
| Попис 1991.‍  | Попис 1991.‍  | Попис 1991.‍ | Попис 1991.‍ | Попис 1991.‍ |
| ------------ | ------------ | ----------- | ----------- | ----------- |
|              |              |             |             |             |
| Срби         | Срби         |             | 616         | 90,58%      |
| Југословени  | Југословени  |             | 30          | 4,41%       |
| Хрвати       | Хрвати       |             | 9           | 1,32%       |
| Мађари       | Мађари       |             | 3           | 0,44%       |
| Црногорци    | Црногорци    |             | 3           | 0,44%       |
| неопредељени | неопредељени |             | 8           | 1,17%       |
| регион. опр. | регион. опр. |             | 1           | 0,14%       |
| непознато    | непознато    |             | 10          | 1,47%       |
| укупно: 680  |              |             |             |             |